# Gorduno
Gorduno är en ort i kommunen Bellinzona i kantonen Ticino, Schweiz. 
Gorduno var tidigare en egen kommun, men den 2 april 2017 inkorporerades Gorduno och elva andra kommuner i Bellinzona.